# 1794 en Italie
Chronologie de l'Italie
- 1790
- 1791
- 1792
- 1793
- 1794
- 1795
- 1796
- 1797
- 1798

## Événements
- 8 avril : l'armée d'Italie prend Oneille[1].
- 24-28 avril : bataille de Saorge opposant l'armée de la Première République française commandée par Pierre Jadart du Merbion et les armées du royaume de Sardaigne et de la monarchie de Habsbourg dirigées par Joseph Nikolaus De Vins, qui se termine par une victoire française après cinq jours de combats[1].
- 28 août : l’évêque de Pistoia, Scipione de' Ricci, est condamné par le pape pour sa doctrine par la bulle Auctorem fidei[2].
- 21 septembre : bataille de Dego entre les forces françaises sous les ordres des généraux Laharpe, Cervoni, et Masséna et les forces autrichiennes, qui se termine par une victoire française[3].

## Culture

### Opéras créés en 1794
- 26 août : Le astuzie femminili (en français : Les astuces féminines ou Les ruses féminines), opera buffa en quatre actes (dramma giocoso) de Domenico Cimarosa sur un livret italien de Giuseppe Palomba, créé au Teatro dei Fiorentini à Naples ;
- 1er septembre : Alzira, opéra (Opera seria) de Niccolò Zingarelli, livret de Gaetano Rossi, d'après Voltaire, créé à Florence ;
- 26 décembre : 
  - Penelope (it), opéra en deux actes (dramma per musica) de Domenico Cimarosa, livret d'Giuseppe Maria Diodati, d'après l'Odyssée d'Homère, créé au teatro San Carlo de Naples ;
  - Il conte di Soldagna, opéra (Opera seria) de Niccolò Zingarelli, livret de Ferdinando Moretti, créé au Teatro La Fenice, à Venise

## Naissance en 1794
- 9 mars : Matteo Picasso, peintre, connu surtout comme portraitiste. († 28 décembre 1879).
- 16 mars : Ferdinando Cavalleri, peintre portraitiste. († 1865 ou 1867)
- 19 mars : Giovanni Battista Cavedalis, militaire et patriote de l'Unité italienne. († 16 juillet 1858)
- 7 avril : Giovanni Battista Rubini, chanteur lyrique (ténor). († 3 mars 1854)
- 8 avril : Giosuè Ritucci, militaire et un homme politique et ministre de la guerre du royaume des Deux-Siciles. († 31 janvier 1870)
- 19 mai :  Bartolomeo Merelli, directeur de théâtre et librettiste. († 5 avril 1879)
- 15 juillet : Gabrio Piola, physicien et mathématicien, qui fit connaître les théories de Cauchy en Italie et fut le co-découvreur du tenseur des contraintes de Piola-Kirchhoff (en). († 9 novembre 1850)
- 6 décembre : Luigi Lablache, chanteur d'opéra (basse) franco-italien. († 23 janvier 1858).

- Gaspare Sensi, peintre et lithographe.  († 30 janvier 1880)

## Décès en 1794
- 3 janvier : Giuseppe Paladino, peintre. (° 3 janvier 1721).
- 8 mars : Marie Louise Cicci, 33 ans, femme de lettres et poétesse, membre de l'Académie d'Arcadie de Pise et des Intronati de Sienne, qui réunissait chez elle un cercle littéraire très prisé. (° 14 septembre 1760)
- 10 avril : Antonio Rinaldi, 83 ans, élève de Luigi Vanvitelli, travaille essentiellement en Russie et fut architecte de la Cour impériale de 1754 à 1784. (° 25 août 1710)
- 16 avril : Domenico Maggiotto, 80 ans,peintre de l'école vénitienne. (° 1713)
- 3 juin : Girolamo Tiraboschi, 62 ans, écrivain et critique littéraire, qui fut le premier historien de la littérature italienne.. (° 8 décembre 1731)
- 4 juillet : Giovanni Battista Audiffredi, 80 ans, érudit dominicain, bibliophile, numismate, mathématicien, naturaliste et astronome. (° 2 février 1714)
- 5 août : Gregorio Antonio Maria Salviati, 66 ans, cardinal créé par le pape Pie VI, qui fut notamment prélat de la Congrégation du Concile, inquisiteur à Malte et préfet du Tribunal suprême de la Signature apostolique. (° 12 décembre 1727)
- 15 octobre : Giacomo Durazzo, 77 ans, diplomate de la république de Gênes, dramaturge et directeur de théâtre. (° 27 avril 1717)
- 28 novembre : Cesare Beccaria, 56 ans, philosophe, juriste, criminaliste et professeur d'économie, auteur de Des délits et des peines, ouvrage fondateur du droit pénal moderne. (° 15 mars 1738)

- Jacopo Marieschi, peintre de vedute. (° 12 février 1711).